# National Bureau of Economic Research
National Bureau of Economic Research (NBER) är en amerikansk privat icke vinstdrivande forskningsorganisation för nationalekonomisk forskning.
NBER har sitt huvudkontor i Cambridge, Massachusetts och är bland annat kända för att fastställa start- och slutdatum för lågkonjunkturer i USA.
Många mottagare av Sveriges Riksbanks pris i ekonomisk vetenskap till Alfred Nobels minne har varit verksamma vid NBER.

## Historik
NBER grundades 1920, huvudsakligen mot bakgrund av delade meningar om inkomstskillnader under den progressiva eran i USA. Grundarna hade olika åsikter i frågan men var eniga i uppfattningen att det fanns för lite tillgängliga data på området. De lyckades samla ihop en grupp företagsledare, fackföreningsledare och akademiska ekonomer som ville bidra till att ta fram dessa data. De fick också finansiering från Carnegiestiftelsen och Rockefellerstiftelsen. Wesley Clair Mitchell, som var professor vid Columbia University, rekryterades som NBER:s förste forskningschef vilket han var 1920–1945.
Ett av NBER:s första forskningsprojekt gällde att mäta löneandelen av nationalinkomsten. Andra forskningsområden under 1920-talet inkluderade arbetslöshet och konjunkturcykler.
1927 rekryterade Mitchell en av sina nydisputerade doktorander, Simon Kuznets, till NBER. I början av 1930-talet ledde han ett forskningsprojekt som lade grunden till USA:s nationalräkenskaper, på uppdrag av USA:s handelsdepartement.